# Morpho argoti
Morpho argoti är en fjärilsart som beskrevs av Le Moult 1926. Morpho argoti ingår i släktet Morpho och familjen praktfjärilar. Inga underarter finns listade i Catalogue of Life.